# Рехвиашвили, Зебеда
Зебеда Рехвиашвили (груз. ზებედა რეხვიაშვილი, род.16 февраля 1991) — грузинский дзюдоист, призёр чемпионатов Европы.

## Биография
Родился в 1991 году. В 2006 году завоевал бронзовую медаль первенства Европы среди кадетов. В 2007 году выиграл первенство Европы среди кадетов. В 2010 году завоевал бронзовую медаль первенства мира среди юниоров.
В 2013 году стал бронзовым призёром чемпионата Европы.